# Санто Јани Маринели (Изернија)
Санто Јани Маринели је насеље у Италији у округу Изернија, региону Молизе.
Према процени из 2011. у насељу је живело 36 становника. Насеље се налази на надморској висини од 590 м.